# Kolce asekuracyjne na lód

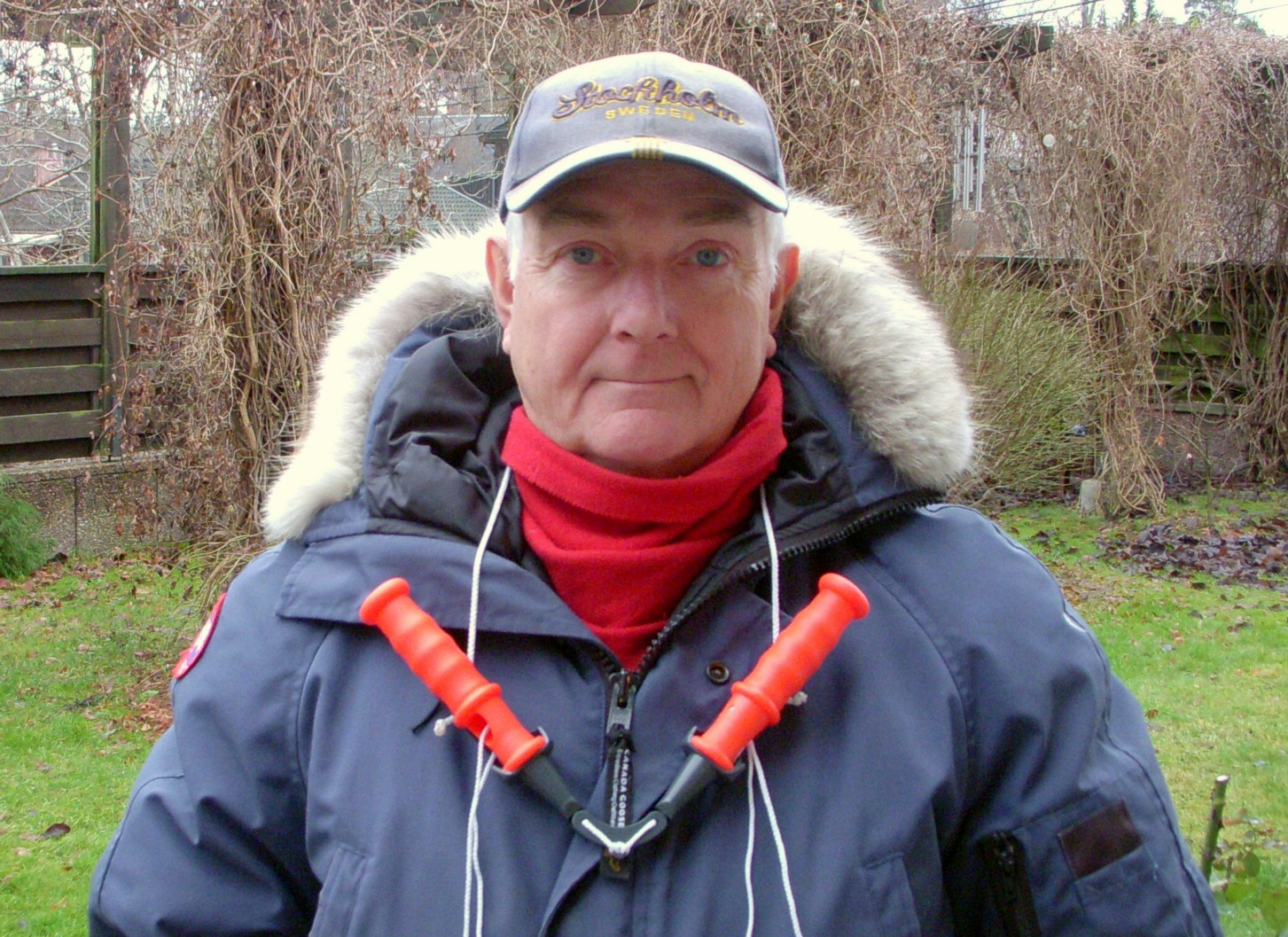
Kolce asekuracyjne na lód, pazurki lodowe – noszone w pozycji do natychmiastowego użycia

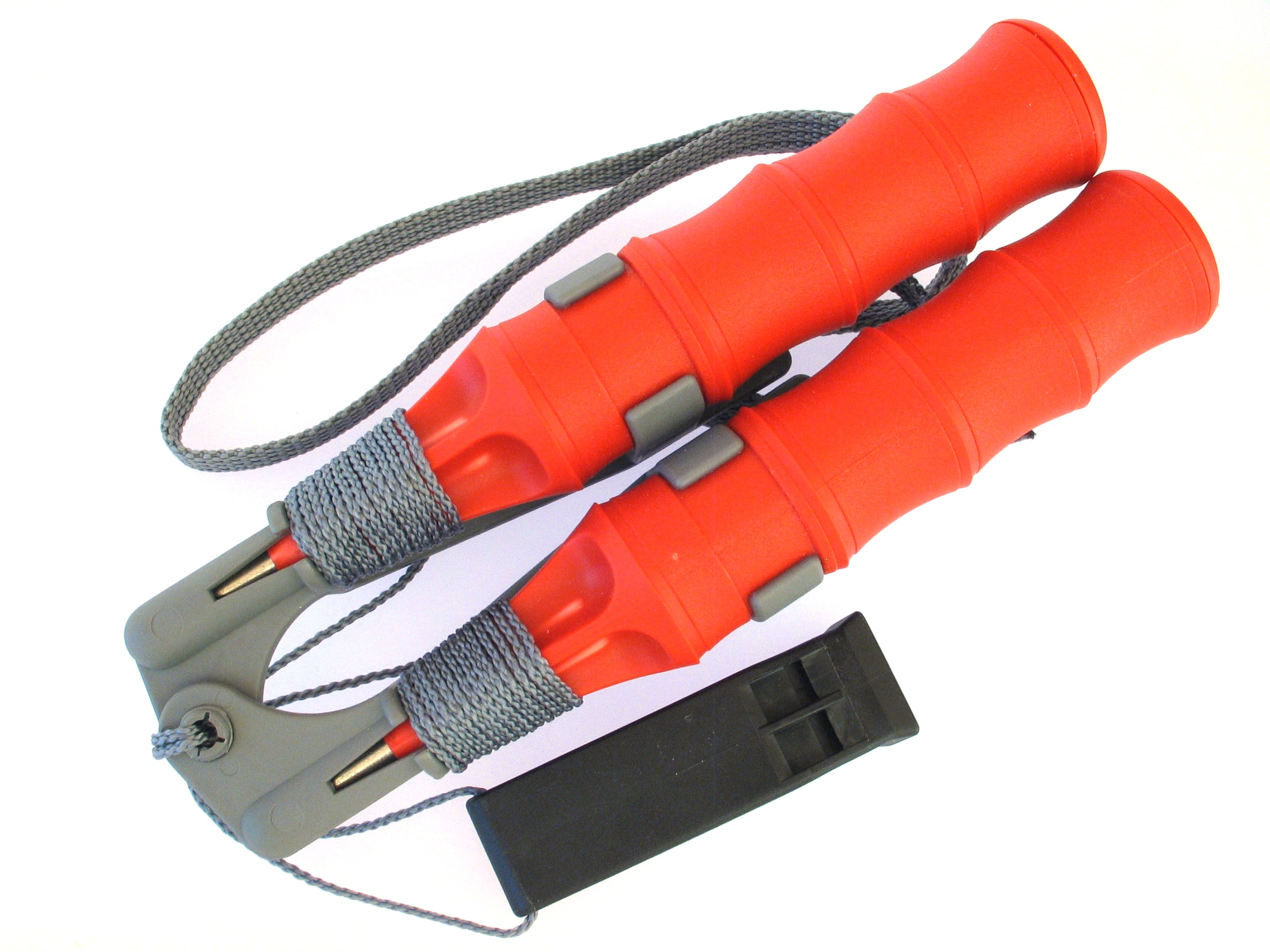
Kolce asekuracyjne na lód wraz z gwizdkiem

Kolce asekuracyjne na lód, pazurki lodowe, kolce lodowe (ang. ice claws, ice picks) – indywidualny sprzęt ratunkowy umożliwiający szybkie, samodzielne wciągnięcie się na lód z przerębla w przypadku załamania się pokrywy lodowej pod ciężarem poruszającego się po lodzie i uniknięcie skutków hipotermii. Używany w samoratownictwie, zapewnia przyczepność na lodzie. Składa się z dwóch rękojeści połączonych linką, zaopatrzonych w mocne szpikulce, długości ok. 3 cm, służących do wbicia w lód, w celu samodzielnego podciągnięcia się. Często wyposażone dodatkowo w gwizdek. Niezbędne dla wędkarzy łowiących pod lodem, żeglarzy lodowych, łyżwiarzy, w akcjach ratowniczych i podczas poruszania się po lodzie. Powinny być noszone na szyi (nie w plecaku czy kieszeni), aby były łatwo dostępne do natychmiastowego użycia (jak na ilustracji). Kolce asekuracyjne na lód można wykonać samodzielnie, wykorzystując dwa wkrętaki połączone mocną linką.

## Literatura
- Skrypt do szkolenia z zakresu ratownictwa na obszarach wodnych realizowanego przez KSRG w zakresie podstawowym. Działania na lodzie. Warszawa: Szkoła Podoficerska Państwowej Straży Pożarnej w Bydgoszczy, 2018, s. 83. [dostęp 2022-02-11].
- Rafał Podlasiński: Handbook taktyczny strażaka ratownika. Gliwice: Ratownictwo praktyczne, 2018, s. 88. ISBN 978-83-935557-5-8.